# Alfons Maria Zimmermann
Alfons Maria Zimmermann OSB, Taufname Johann Michael Zimmermann, (* 23. Juni 1891 in Schwandorf; † 18. März 1962 in Regensburg) war Benediktiner im bayerischen Kloster Metten und ein wichtiger Vertreter der modernen Hagiologie.

## Leben
Michael Zimmermann besuchte das St.-Michaels-Gymnasium der Benediktiner in Metten. Nach dem Abitur 1911 trat er in die dortige Benediktinerabtei ein und erhielt bei der Profess 1912 den Ordensnamen Alfons Maria. Von 1912 bis 1915 studierte er Theologie am Lyzeum in Eichstätt und empfing am 21. Oktober 1915 die Priesterweihe. Es folgte in den Jahren 1915/1916 und 1917–1919 das Studium der Mathematik an der Universität Würzburg. Nach dem Referendariat war er von 1920 bis 1929 als Lehrer am Gymnasium und zugleich als Erzieher im Seminar des Klosters Metten tätig.
Von 1929 bis 1933 wurde Alfons Maria Zimmermann, der sich bereits durch einige Studien einen Namen als Hagiologe gemacht hatte, von seinem Abt freigestellt für die Erarbeitung eines Calendarium Benedictinum, einer Zusammenstellung wissenschaftlich-kritischer Lebensbeschreibungen aller Heiligen und Seligen des Benediktinerordens. Das große Ansehen und die hohe Kompetenz, die Alfons Maria Zimmermann sich in diesem Fachgebiet erworben hatte, zeigt sich darin, dass er für die 1. Auflage des Lexikons für Theologie und Kirche als Fachleiter für den Bereich Hagiographie verantwortlich zeichnete.
1933 wurde Alfons Maria Zimmermann Direktor am Spätberufenengymnasium in München-Fürstenried. Nach der Schließung dieser Schule durch die Nationalsozialisten 1939 kehrte er als Zweiter Ökonom und Küchenmeister ins Kloster Metten zurück. Von 1949 bis 1958 war Zimmermann erneut Direktor am Spätberufenengymnasium in München-Fürstenried bzw. in Waldram. Danach war er bis zu seinem Tod 1962 wieder als Lehrer am Gymnasium in Metten und am Gymnasium in Niederaltaich tätig.
Alfons Maria Zimmermann gehörte 1921 zu den Gründungsmitgliedern der Bayerischen Benediktinerakademie.

## Werke
- Calendarium Benedictinum, 4 Bde., 1933–1938.
- Zahlreiche Aufsätze im Lexikon für Theologie und Kirche (1. und 2. Auflage)